# Jackie Chan Stuntmaster
Jackie Chan Stuntmaster est un jeu vidéo d'action mettant en vedette Jackie Chan. Ce jeu a été édité par Sony Computer Entertainment et développé par Radical Entertainment. Il est sorti sur console PlayStation le 17 mai 2000.

## Synopsis
Jackie Chan est en déménagement. Le soir, alors qu'il part manger, son grand-père se fait enlever sous ses yeux. Une course-poursuite s'engage mais les ravisseurs se dispersent dans plusieurs rues. Jackie Chan va alors tout faire pour les retrouver et sauver son grand-père.